# Die Feuerzangenbowle (película)
Die Feuerzangenbowle es un film alemán del año 1944 cuyo director es Helmut Weiss y cuyo guion procede de la novela de igual nombre: Die Feuerzangenbowle escrita por Heinrich Spoerl. El filme tiene una cita procedente de la novela: „Dieser Film ist ein Loblied auf die Schule, aber es ist möglich, daß die Schule es nicht merkt.“ (Esta película es un homenaje a la escuela, pero es muy posible que la escuela no lo llegue a notar).

## Trama
El título se refiere al ponche Feuerzangenbowle consumido por un grupo de caballeros en la escena inicial. Mientras el grupo intercambia historias nostálgicas sobre sus días en la escuela, el exitoso pero algo estirado escritor Dr. Johannes Pfeiffer se da cuenta de que se perdió algo porque le enseñaron en casa y nunca asistió a la escuela. Decide compensarlo haciéndose pasar por alumno de una escuela secundaria de un pequeño pueblo.
Como el alumno "Hans Pfeiffer", rápidamente se gana la reputación de bromista. Junto con sus compañeros de clase, atormenta a sus maestros Crey y Bömmel y al director Knauer con travesuras adolescentes. Su amiga Marion intenta sin éxito persuadirlo de que abandone su tonta farsa y vuelva a su carrera de escritor. Finalmente, se enamora de Eva, la hija del director, y revela su identidad después de hacerse pasar por su maestro Crey en la escuela.
En la última escena, Pfeiffer explica que todo, excepto la escena de Feuerzangenbowle al principio, fue solo un producto de su imaginación, incluso su novia Eva.

## Literatura
- Heinrich Spoerl: Die Feuerzangenbowle. Eine Lausbüberei in der Kleinstadt. Roman. (Edición de bolsillo.) Piper, München und Zürich 2002, 158 S., ISBN 3-492-23510-7
- Gregor Ball, Eberhard Spiess, Joe Hembus (Hrsg.): Heinz Rühmann und seine Filme. Goldmann, München 1985, ISBN 3-442-10213-8